# Schwantesia pillansii
Schwantesia pillansii är en isörtsväxtart som beskrevs av L. Bol. Schwantesia pillansii ingår i släktet Schwantesia och familjen isörtsväxter. Inga underarter finns listade i Catalogue of Life.